# شوایگرن
شهر شوایگرن (به آلمانی: Schwaigern) در ایالت بادن-وورتمبرگ در کشور آلمان واقع شده‌است.

## نگارخانه

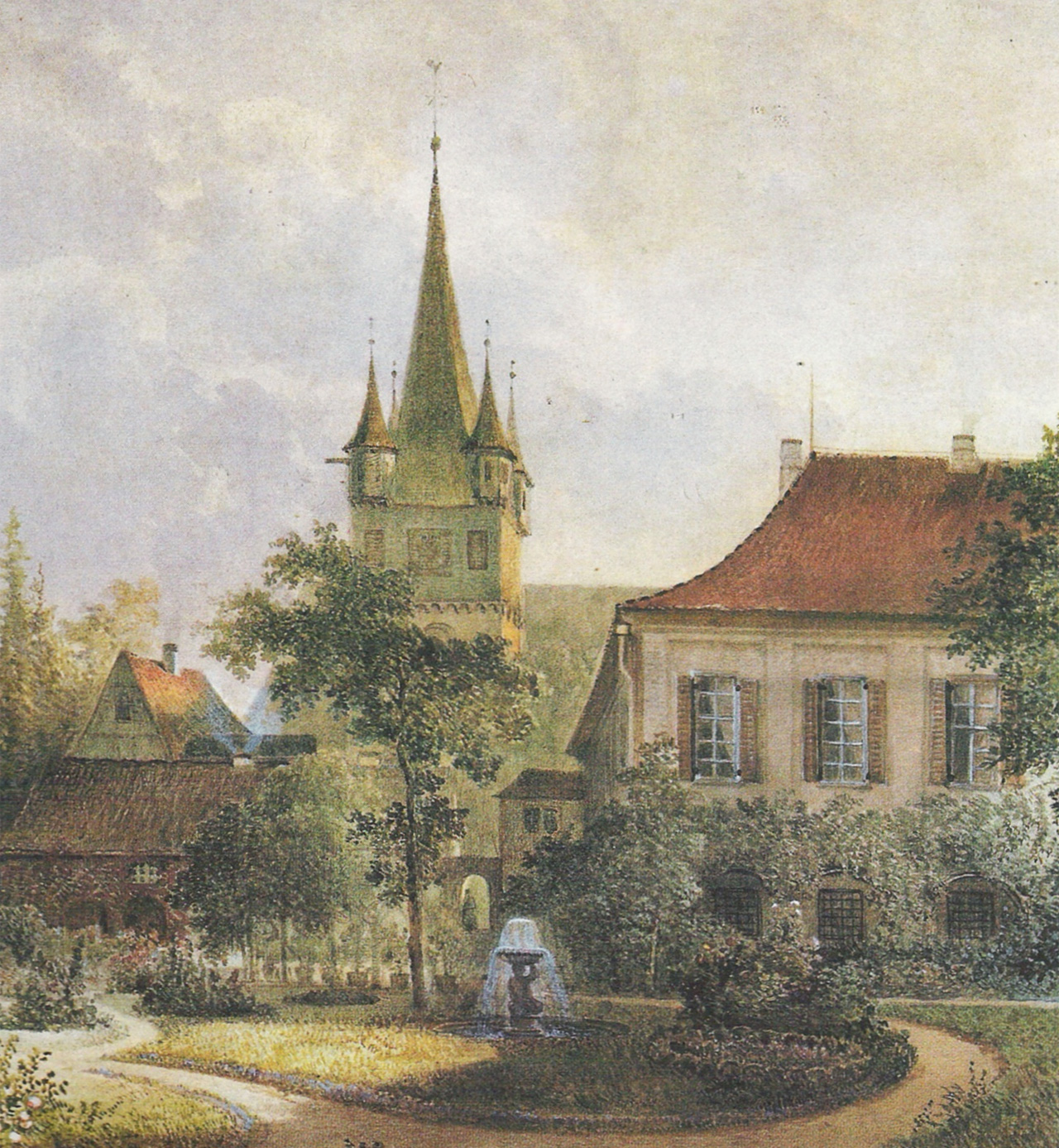
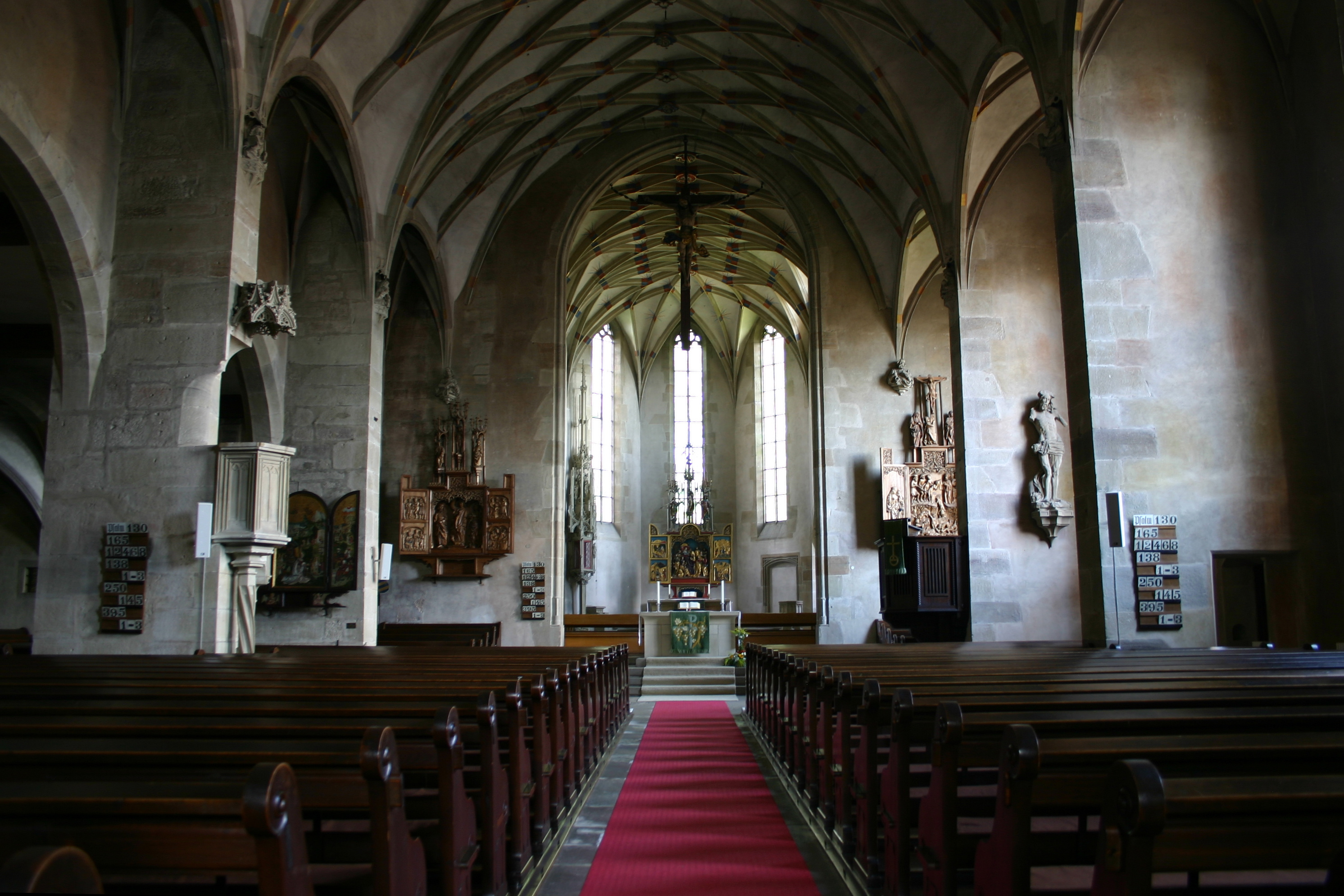
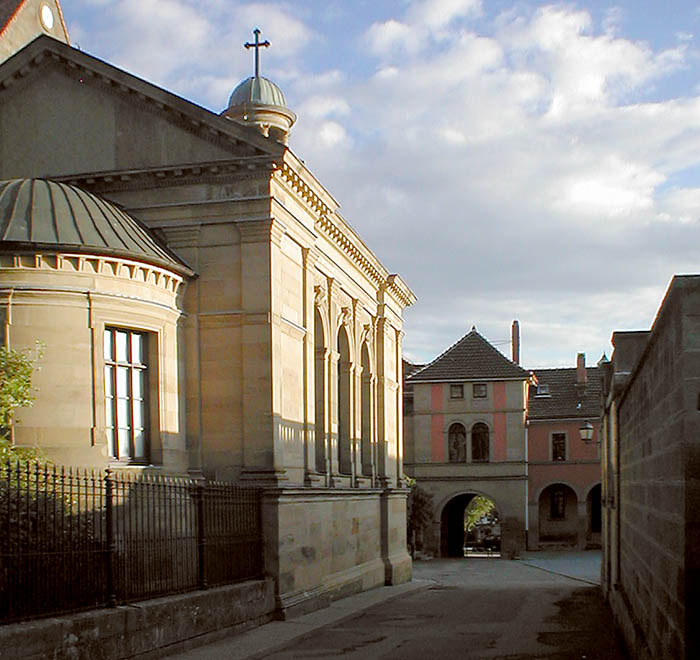
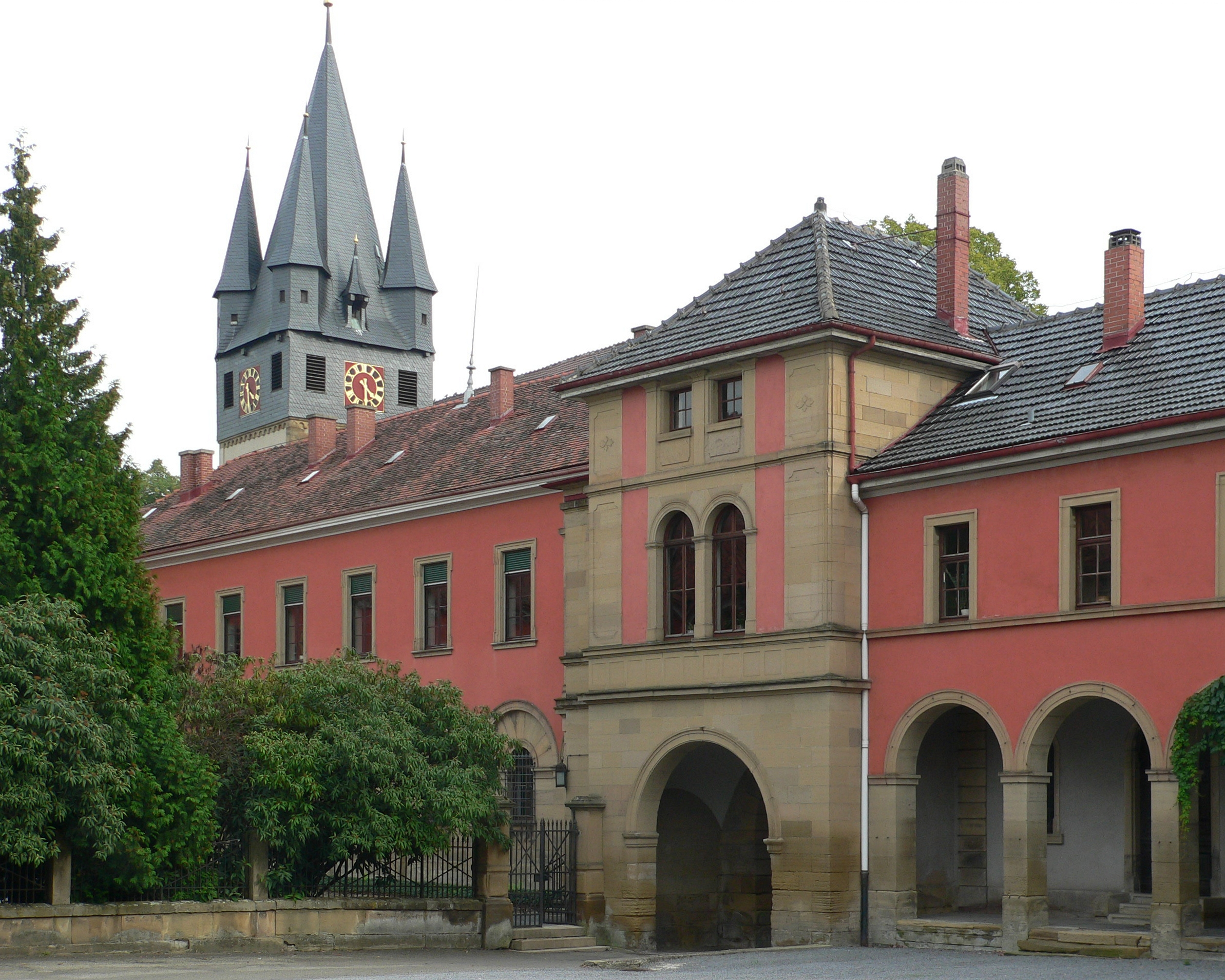
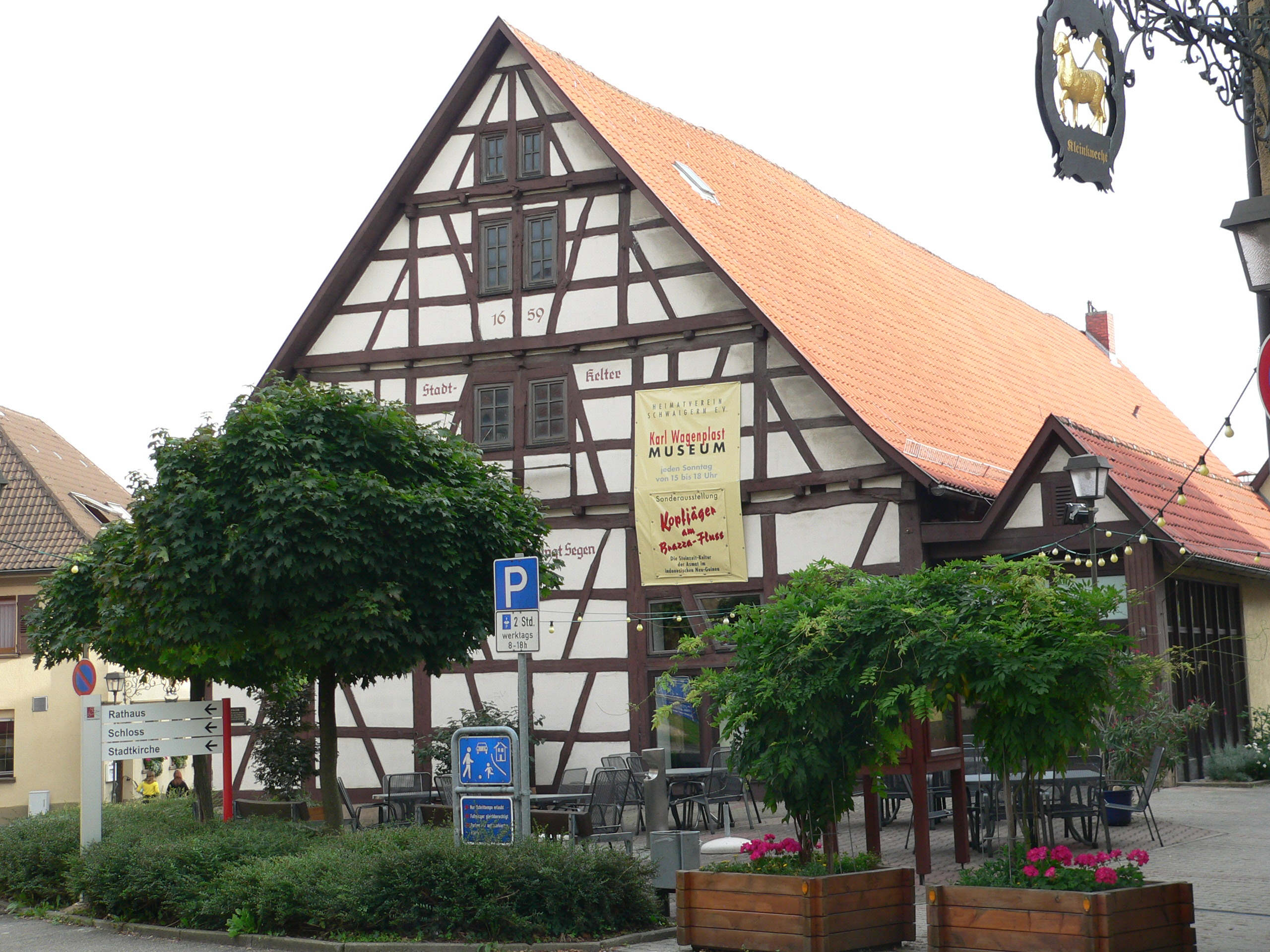
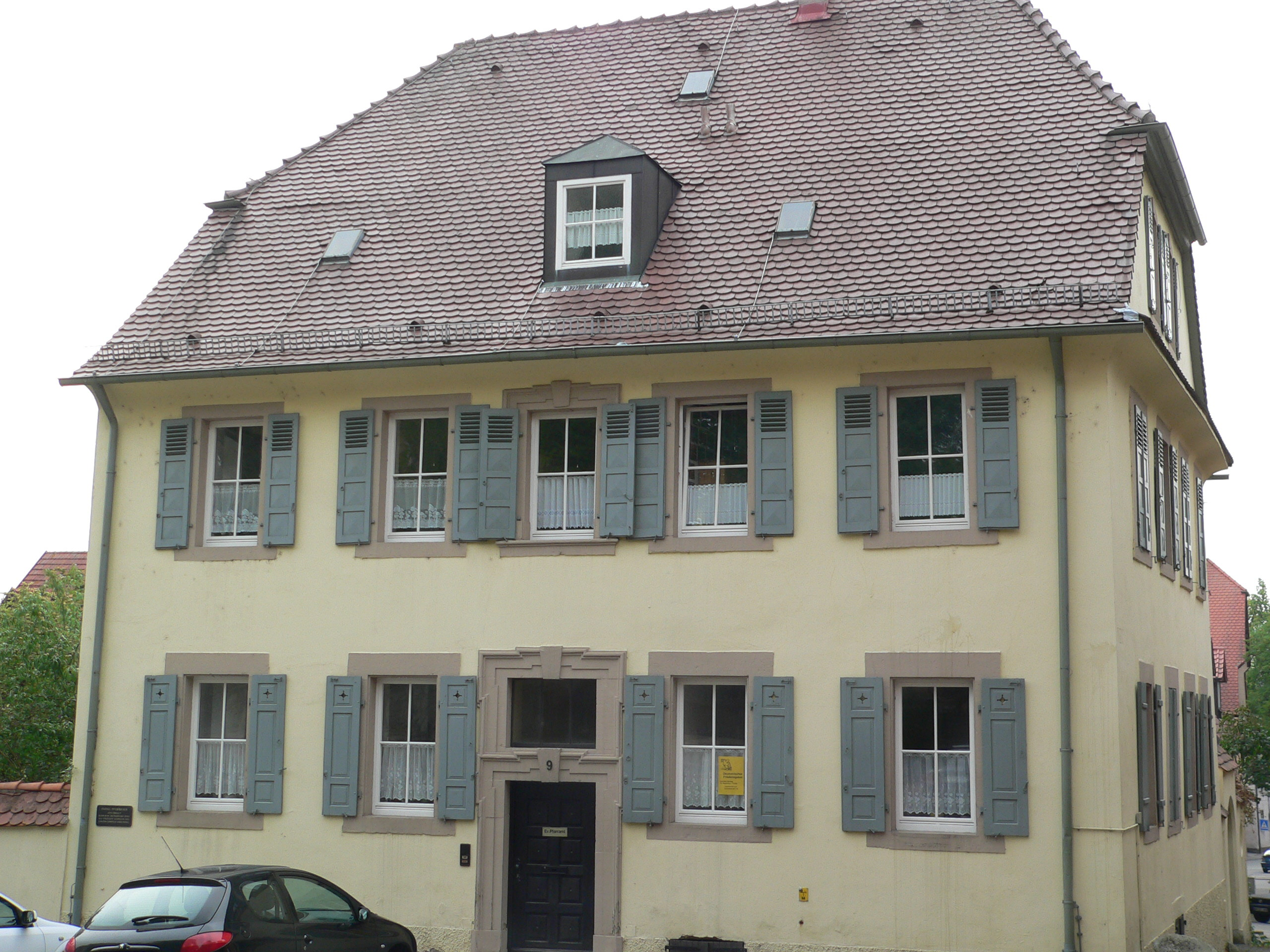
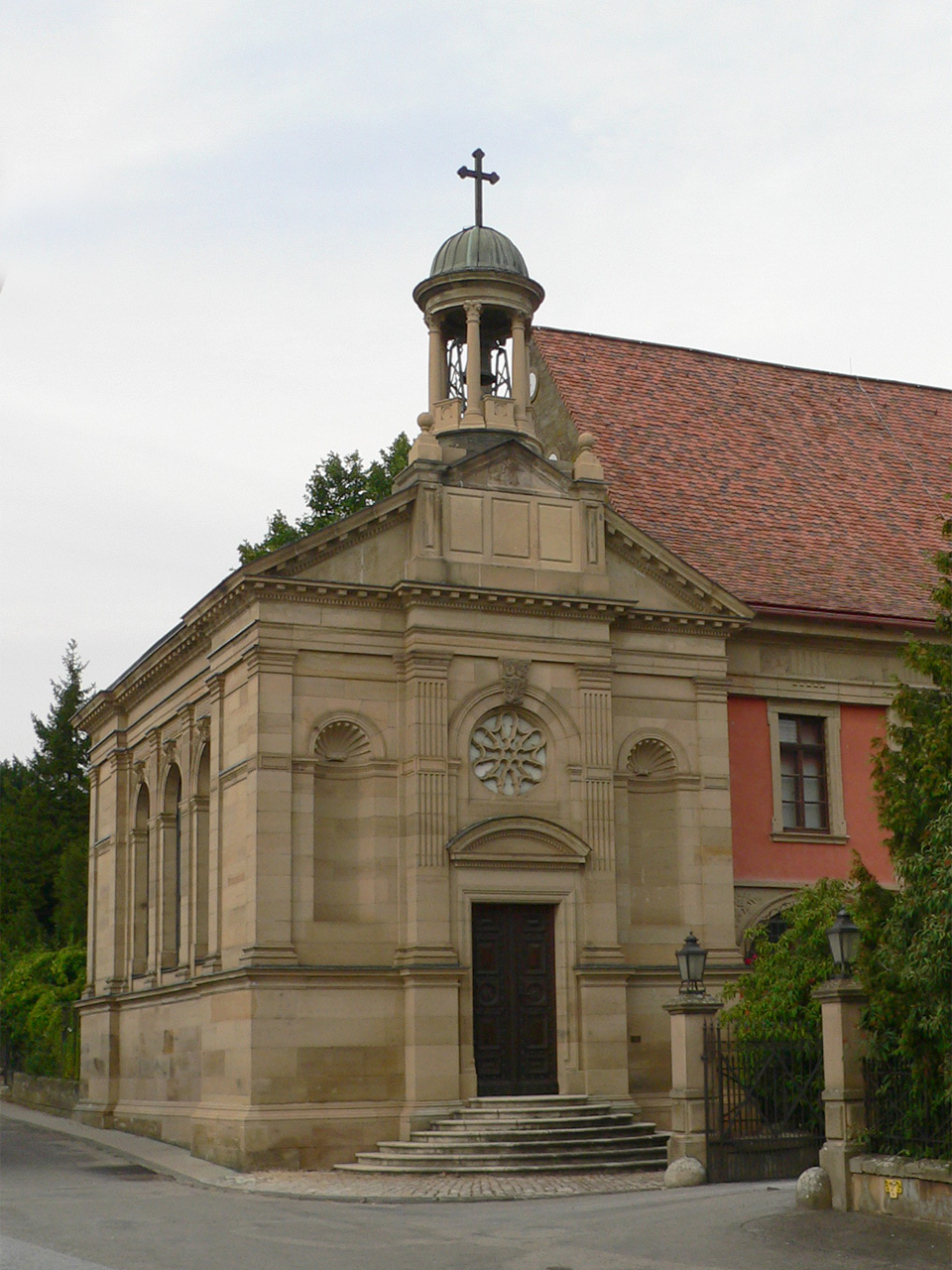
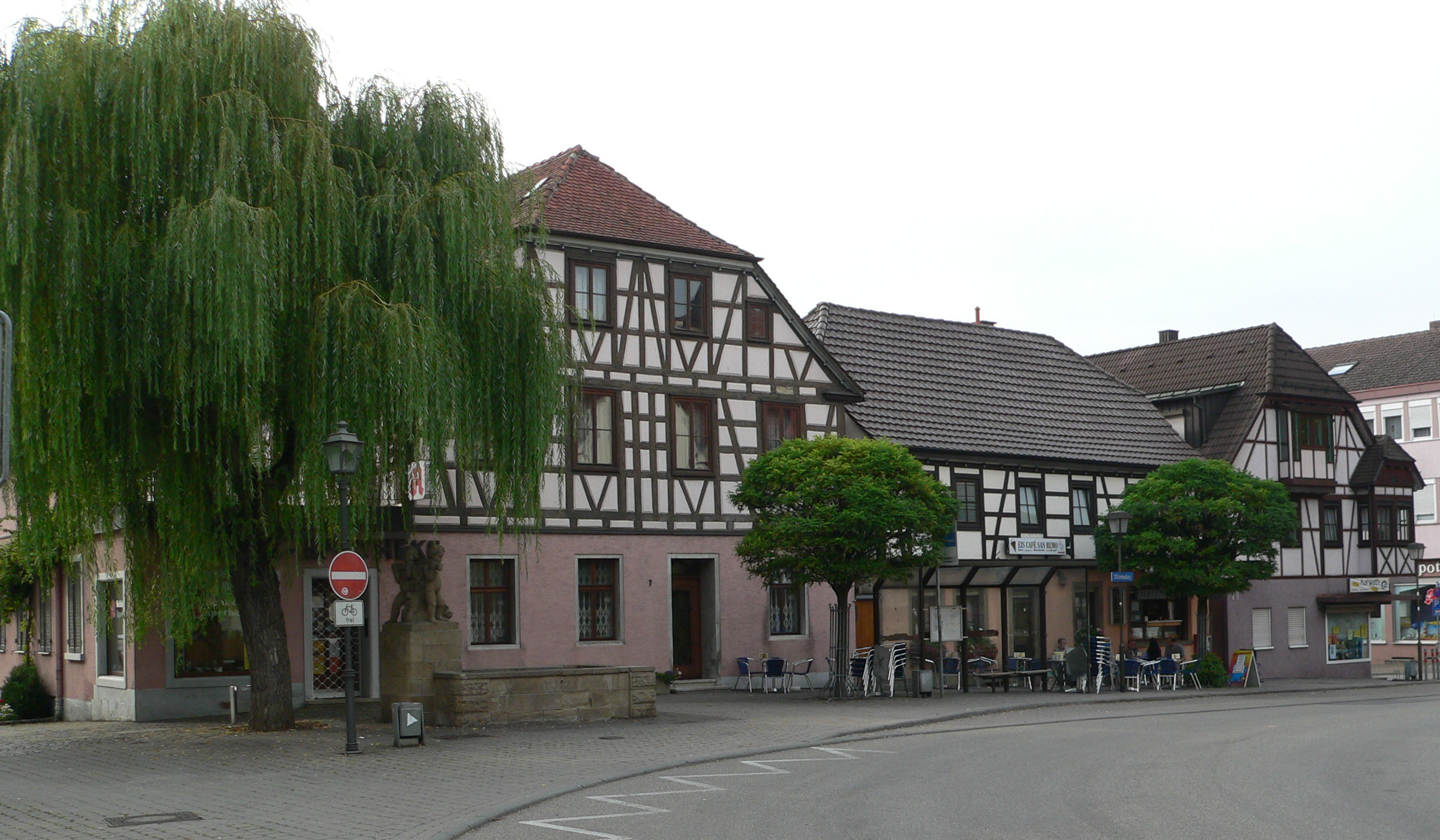